# Rasmus Mägi
Rasmus Mägi (ur. 4 maja 1992 w Tartu) – estoński lekkoatleta specjalizujący się w biegu na 400 metrów przez płotki.
W 2009 dotarł do półfinału mistrzostw świata juniorów młodszych oraz stanął na podium podczas olimpijskiego festiwalu młodzieży Europy i gimnazjady. Czwarty zawodnik mistrzostw Europy juniorów w Tallinnie (2011). Rok później zajął 5. miejsce podczas europejskiego czempionatu w Helsinkach oraz bez powodzenia reprezentował Estonię na igrzyskach olimpijskich w Londynie. W 2013 zdobył brązowy medal młodzieżowych mistrzostw Europy oraz osiągnął półfinał mistrzostw świata. Srebrny medalista mistrzostw Europy w Zurychu (2014). Na półfinale zakończył występ na mistrzostwach Europy w Amsterdamie (2016). W tym samym roku zajął 7. miejsce podczas igrzysk olimpijskich w Rio de Janeiro.
Wielokrotny złoty medalista mistrzostw Estonii.
Okazjonalnie biega płaskie 400 metrów.

## Osiągnięcia
| Rok  | Impreza                                  | Miejsce        | Lokata     | Wynik |
| ---- | ---------------------------------------- | -------------- | ---------- | ----- |
| 2009 | Mistrzostwa świata juniorów młodszych    | Bressanone     | półfinał   | 53,97 |
| 2009 | Olimpijski festiwal młodzieży Europy     | Tampere        | 3. miejsce | 52,85 |
| 2009 | Gimnazjada                               | Doha           | 2. miejsce | 52,75 |
| 2010 | Mistrzostwa świata juniorów              | Moncton        | eliminacje | 53,86 |
| 2011 | II liga drużynowych mistrzostw Europy    | Nowy Sad       | 2. miejsce | 51,17 |
| 2011 | Mistrzostwa Europy juniorów              | Tallinn        | 4. miejsce | 50,63 |
| 2011 | Uniwersjada                              | Shenzhen       | półfinał   | 50,14 |
| 2012 | Mistrzostwa Europy                       | Helsinki       | 5. miejsce | 50,01 |
| 2012 | Igrzyska olimpijskie                     | Londyn         | eliminacje | 50,05 |
| 2013 | I liga drużynowych mistrzostw Europy     | Dublin         | 1. miejsce | 51,07 |
| 2013 | Młodzieżowe mistrzostwa Europy           | Tampere        | 3. miejsce | 49,19 |
| 2013 | Mistrzostwa świata                       | Moskwa         | półfinał   | 49,42 |
| 2014 | Mistrzostwa Europy                       | Zurych         | 2. miejsce | 49,06 |
| 2014 | Puchar interkontynentalny                | Marrakesz      | 4. miejsce | 49,23 |
| 2015 | I liga drużynowych mistrzostw Europy     | Heraklion      | 1. miejsce | 49,59 |
| 2015 | Mistrzostwa świata                       | Pekin          | półfinał   | 48,76 |
| 2016 | Mistrzostwa Europy                       | Amsterdam      | półfinał   | 49,50 |
| 2016 | Igrzyska olimpijskie                     | Rio de Janeiro | 7. miejsce | 48,40 |
| 2017 | Mistrzostwa świata                       | Londyn         | eliminacje | DNS   |
| 2018 | Mistrzostwa Europy                       | Berlin         | 6. miejsce | 48,75 |
| 2019 | Mistrzostwa świata                       | Doha           | półfinał   | 48,93 |
| 2021 | I liga drużynowych mistrzostw Europy     | Kluż-Napoka    | 1. miejsce | 48,82 |
| 2021 | Igrzyska olimpijskie                     | Tokio          | 7. miejsce | 48,11 |
| 2022 | Mistrzostwa świata                       | Eugene         | 8. miejsce | 48,92 |
| 2023 | II dywizja drużynowych mistrzostw Europy | Chorzów        | 2. miejsce | 48,63 |
| 2023 | Mistrzostwa świata                       | Budapeszt      | 7. miejsce | 48,33 |

## Rekordy życiowe
- Bieg na 400 metrów (stadion) – 45,35 (2022) rekord Estonii
- Bieg na 400 metrów (hala) – 47,23 (2012)
- Bieg na 400 metrów przez płotki – 47,82 (2022) rekord Estonii

21 czerwca 2015 w Heraklionie estońska sztafeta 4 × 400 metrów z Mägi w składzie ustanowiła wynikiem 3:06,07 aktualny rekord kraju w tej konkurencji.